# Ikkyū Sōjun

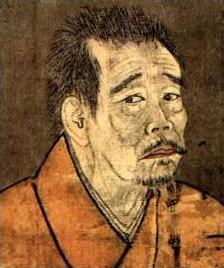
Porträt von Ikkyū Sōjun von seinem Schüler Bokusai

Ikkyū Sōjun (japanisch 一休宗純; * 1. Februar 1394 in Saga bei Kyōto; † 12. Dezember 1481) war ein japanischer Zen-Meister und Dichter. Er war auch einer der Schöpfer der japanischen Teezeremonie.

## Biografie
Ikkyū wurde in der Muromachi-Zeit während des Ashikaga-Shōgunats als wahrscheinlich unehelicher Sohn des Kaisers Go-Komatsu-tennō geboren, als die japanische Hauptstadt von Kamakura nach Kyōto zurückverlegt wurde.
1399 wurde Ikkyū Sōjun von seiner Mutter getrennt, da er aufgrund seiner möglichen Thronanwartschaft Meuchelmördern zum Opfer fallen könnte.
1406 fiel Ikkyū Sōjun erstmals durch sein Dichtertalent auf, indem er Tang-Gedichte nachahmte.
Zunächst wurde er Schüler von Meister Keno. Als dieser 1408 verstarb, versuchte Ikkyū sich im Biwa-See zu ertränken.
1414 bewarb er sich bei Meister Kaso Sodon, einem bekannten japanischen buddhistischen Zen-Mönch. Im damals noch im Aufbaustadium befindlichen Tempel Daitoku-ji der Rinzai-Schule in Kyōto gewann Ikkyū zunehmend an Bedeutung und geriet somit in Konflikt mit Yōsō Sōi (養叟宗頤; 1379–1458), einem älteren Schüler, der sich selbst schon 20 Jahre bemühte, Zen-Meister zu werden.
Jahrelang kämpfte Ikkyū mit seinem Kōan, nahm an Meister Kasos Dokusan teil, stellte für einen Laden in Kyōto Puppen her. In Kyōto lernte Ikkyū Wahrsager, Weinhändler, Kurtisanen und Fischer kennen. 1418 erlebte er sein Satori und bekam von Meister Kaso den Dharma-Namen Ikkyū (ein Halt).
1420 erfuhr Ikkyū, als eine Krähe schrie, Erleuchtung. Nachdem er abstritt, ein Zen-Meister zu sein, war dies der Nachweis für Meister Kaso, dass er nun doch Zen-Meister sei.
Da Ikkyū Klosterbesucher beleidigte, bestimmte Meister Kaso Yōsō nunmehr zu seinem Dharma-Erben als Abt. In Ikkyūs Gedichten erscheint Yōsō als ein von materiellen Gütern besessener Mensch, der Zen für den Wohlstand des Klosters verkaufte.
Nachdem er mit Yōsō und seinen materialistischen Methoden gebrochen hatte, verließ Ikkyū den Tempel und, lebte zunächst als Einsiedler in einer Katsuroan (Hütte des blinden Esels) und wurde schließlich von 1423 bis 1451 Wandermönch, wie seine Vorbilder Lin-chi und Daito. Er warb Schüler an, ließ sich nicht das Haar scheren und zog dem Wabi-Sabi folgend mit Frau und Sohn Jotei umher.
1435 feierte er mit Kurtisanen, Piraten, Mönchen u. a. Er traf sich regelmäßig mit bedeutenden Künstlern und Dichtern seiner Zeit. 1447 wurde Ikkyū daran gehindert, sich bei einem öffentlichen Streik gegen Korruption zu Tode zu fasten. 1471 verliebte er sich in die blinde, 40 Jahre jüngere Sängerin und Koto-Spielerin Mori, was einen Skandal in der Zen-Gemeinde auslöste. Mit ihr zeugte er eine Tochter. 180 seiner 800 Gedichte widmete er Mori.
Ikkyū kam 1476 in das Kloster von Daitoku-ji, das er nach 10 Tagen wieder verließ, da einige Ehrengäste ihn zu bestechen versuchten. Er betätigte sich aber kurzzeitig am Wiederaufbau der im Ōnin-Krieg niedergebrannten Gebäude. Es wird oft angenommen, dass Ikkyū in dieser Zeit zum Abt gewählt wurde. Es gibt jedoch keine Belege, dass er diese eine Stellung innehatte. 1481 starb Ikkyū mit 88 Jahren an einer fiebrigen Erkrankung.

## Einfluss
Berühmt und umstritten war und ist Ikkyū für seine erotischen Gedichte und seine Angriffe auf die Zen-Aristokratie. Mit dem Vorwurf der Heuchelei lud er sie ein, mit ihm in den Bordellen und Sake-Kneipen zu diskutieren.
Ikkyū ist eine der bedeutendsten (und exzentrischsten) Figuren der Zen-Geschichte. Für japanische Kinder ist er ein Volksheld, boshaft und seine Lehrer und den Shōgun immer wieder überlistend. Dieser Ruf resultiert aus der populären Anime-Fernsehserie Ikkyū-san. Er ist auch die Hauptfigur in Akkambe Ikkyū, einem Manga von Hisashi Sakaguchi.
In der Rinzai-Zen-Tradition ist er sowohl Ketzer als auch Heiliger. Ikkyū war unter den wenigen Zenpriestern, die argumentierten, dass ihre Erleuchtung durch den Umgang mit Frauen vertieft worden sei. Er betrat Bordelle in seiner schwarzen Robe, da er Geschlechtsverkehr als religiösen Ritus ansah. Zugleich warnte er die Zengemeinde vor ihren eigenen bürokratischen Ränkespielen.
Ikkyū schrieb in klassischem Chinesisch, wie einige der Literaten im damaligen Japan. Seine Poesie ist unmittelbar und treffend, einsichtsvoll und manchmal bewegend. Er ist zudem bekannt als einer der größten Kalligrafen des mittelalterlichen Japans, außerdem malte er auch mit Tusche.